# Cis bisetosus
Cis bisetosus is een keversoort uit de familie houtzwamkevers (Ciidae). De wetenschappelijke naam van de soort werd in 1935 gepubliceerd door Kenneth Gloyne Blair.